# Уильямс, Монти
Монтго́мери И́ли Уи́льямс (англ. Montgomery Eli Williams; род. 8 октября 1971, Фредериксберг, Виргиния) — бывший американский профессиональный баскетболист и тренер, работавший главным тренером в клубах Национальной баскетбольной ассоциации «Финикс Санз» и «Детройт Пистонс». С 2010 по 2015 год работал главным тренером «Нью-Орлеан Пеликанс», а также ассистентом тренера сборной США Майка Кшижевски. С октября 2024 тренирует школьную команду TMI Episcopal в Сан-Антонио, где учатся 2 его сына.

## Карьера игрока
Имея рост в 203 см, Монти Уильямс играл на позиции лёгкого форварда в университете Нотр-Дам. В выпускной год Уильямс удостоился почётного упоминания All-American, набирая в среднем 22,4 очка и 8,4 подборов. Уильямс был выбран на драфте НБА 1994 года под 24-м номером командой «Нью-Йорк Никс», несмотря на ранее присутствовавшее заболевание сердца.
Уильямс участвовал в 9 сезонах НБА с 1994 по 2003 год. Он играл за «Нью-Йорк Никс», «Сан-Антонио Спёрс», «Денвер Наггетс», «Орландо Мэджик» и «Филадельфию Севенти Сиксерс». Всего в НБА Уильямс сыграл в 456 играх и набрал в общей сложности 2884 очка (6,3 очка в среднем за игру). 8 апреля 1997 года он набрал 30 очков, установив личный рекорд, играя за Сан-Антонио против Денвера. Хронические проблемы с коленом вынудили его закончить игровую карьеру в 2003 году.

## Карьера тренера
В 2005 году Уильямс стал чемпионом НБА, будучи стажёром в тренерском штабе «Сан-Антонио Спёрс». В 2005 году Уильямс стал ассистентом Нейта Макмиллана в «Портленд Трэйл Блэйзерс».

### Нью-Орлеан Хорнетс (2010—2015)
7 июня 2010 года Уильямсу был предложен трёхлетний контракт на пост главного тренера «Нью-Орлеан Хорнетс». На момент начала работы с «шершнями» Монти Уильямс был самым молодым тренером НБА (38 лет). В его первом сезоне с Новым Орлеаном команда закончила сезон с результатом 46—36 и попала в плей-офф, где проиграла в первом раунде «Лос-Анджелес Лейкерс» в шести играх.
18 августа 2012 года Уильямс принял четырёхлетнее продление контракта с «Хорнетс» (с 2013 года — «Пеликанс»). 9 июня 2013 года Уильямс принял роль ассистента тренера сборной США, как и Джим Бехай и Том Тибодо на летних Олимпийских играх 2016 года в Рио-де-Жанейро, Бразилия. «Нью-Орлеан Пеликанс» завершили сезон 2014/15 с показателем 45—37 и попали в плей-офф, где в первом раунде в сухую проиграли «Голден Стэйт Уорриорз». 12 мая 2015 года Уильямс был уволен с поста главного тренера Нового Орлеана. За пять сезонов с «пеликанами» Уильямс заработал статистику 173—221 в регулярном чемпионате и 2—8 в плей-офф.

### Оклахома-Сити Тандер (2015—2016)
29 июня 2015 года Уильямс стал заместителем главного тренера команды «Оклахома-Сити Тандер». 1 июня 2016 года было объявлено, что Уильямс не останется в тренерском штабе «Оклахомы».

### Филадельфия Севенти Сиксерс (2018—2019)
4 июня 2018 года Бретт Браун объявил, что Уильямс присоединится к «Филадельфии Севенти Сиксерс» в качестве ведущего ассистента тренера.

### Финикс Санз (2019—2023)
3 мая 2019 года «Финикс Санз» объявили о назначении Уильямса на должность главного тренера.
16 ноября 2020 года Уильямс воссоединился со звездным разыгрывающим Крисом Полом после того, как последний раз тренировал его ещё в 2011 году в «Нью-Орлеан Хорнетс». После завершения сезона 2020/21 Уильямс был назван тренером года по версии NBCA.
9 марта 2022 года Уильямс был назван тренером года НБА сезона 2021/22, приведя «Санз» к рекорду франшизы по количеству побед (64 победы и 18 поражений) и лучшему результату в лиге.
13 мая 2023 года стало известно, что «Санз» уволили Уильямса с поста главного тренера.

### Детройт Пистонс (2023—2024)
1 июня 2023 года Уильямс подписал шестилетний контракт с «Детройт Пистонс» на сумму 78,5 миллиона долларов, сделав его сделку крупнейшей в истории НБА.

## Карьера руководителя
В 2016 году Уильямс стал вице-президентом по баскетбольным операциям «Сан-Антонио Спёрс». 26 июня 2017 года Уильямс получил приз имени Крейга Сейджера.

## Личная жизнь
10 февраля 2016 года жена Уильямса, Ингрид, скончалась от травм, полученных в результате автомобильной аварии. У Монти пятеро детей.

## Статистика

### Статистика в НБА
| Сезон                                                                                    | Команда     | Регулярный сезон | Регулярный сезон | Регулярный сезон | Регулярный сезон | Регулярный сезон | Регулярный сезон | Регулярный сезон | Регулярный сезон | Регулярный сезон | Регулярный сезон | Регулярный сезон | Серия плей-офф | Серия плей-офф | Серия плей-офф | Серия плей-офф | Серия плей-офф | Серия плей-офф | Серия плей-офф | Серия плей-офф | Серия плей-офф | Серия плей-офф | Серия плей-офф |
| Сезон                                                                                    | Команда     | GP               | GS               | MPG              | FG%              | 3P%              | FT%              | RPG              | APG              | SPG              | BPG              | PPG              | GP             | GS             | MPG            | FG%            | 3P%            | FT%            | RPG            | APG            | SPG            | BPG            | PPG            |
| ---------------------------------------------------------------------------------------- | ----------- | ---------------- | ---------------- | ---------------- | ---------------- | ---------------- | ---------------- | ---------------- | ---------------- | ---------------- | ---------------- | ---------------- | -------------- | -------------- | -------------- | -------------- | -------------- | -------------- | -------------- | -------------- | -------------- | -------------- | -------------- |
| 1994/95                                                                                  | Нью-Йорк    | 41               | 23               | 12,3             | 45,1             | 0,0              | 44,7             | 2,4              | 1,2              | 0,5              | 0,1              | 3,3              | 1              | 0              | 4,0            | 100,0          | -              | -              | 0,0            | 0,0            | 0,0            | 0,0            | 4,0            |
| 1995/96                                                                                  | Нью-Йорк    | 14               | 0                | 4,4              | 31,8             | -                | 62,5             | 1,2              | 0,3              | 0,1              | 0,0              | 1,4              | Не участвовал  | Не участвовал  | Не участвовал  | Не участвовал  | Не участвовал  | Не участвовал  | Не участвовал  | Не участвовал  | Не участвовал  | Не участвовал  | Не участвовал  |
| 1995/96                                                                                  | Сан-Антонио | 17               | 0                | 7,2              | 43,5             | 0,0              | 75,0             | 1,4              | 0,2              | 0,2              | 0,1              | 2,9              | 7              | 0              | 4,1            | 22,2           | -              | 50,0           | 1,0            | 0,0            | 0,0            | 0,0            | 1,0            |
| 1996/97                                                                                  | Сан-Антонио | 65               | 26               | 20,7             | 50,9             | 0,0              | 64,5             | 3,2              | 1,4              | 0,8              | 0,8              | 9,0              | Не участвовал  | Не участвовал  | Не участвовал  | Не участвовал  | Не участвовал  | Не участвовал  | Не участвовал  | Не участвовал  | Не участвовал  | Не участвовал  | Не участвовал  |
| 1997/98                                                                                  | Сан-Антонио | 72               | 16               | 18,3             | 44,8             | 50,0             | 67,0             | 2,5              | 1,2              | 0,5              | 0,3              | 6,3              | 5              | 0              | 5,6            | 62,5           | -              | 66,7           | 1,2            | 0,2            | 0,0            | 0,0            | 2,4            |
| 1998/99                                                                                  | Денвер      | 1                | 0                | 6,0              | 0,0              | -                | 50,0             | 0,0              | 0,0              | 0,0              | 0,0              | 1,0              | Не участвовал  | Не участвовал  | Не участвовал  | Не участвовал  | Не участвовал  | Не участвовал  | Не участвовал  | Не участвовал  | Не участвовал  | Не участвовал  | Не участвовал  |
| 1999/00                                                                                  | Орландо     | 75               | 23               | 20,0             | 48,9             | 40,0             | 74,1             | 3,3              | 1,4              | 0,6              | 0,2              | 8,7              | Не участвовал  | Не участвовал  | Не участвовал  | Не участвовал  | Не участвовал  | Не участвовал  | Не участвовал  | Не участвовал  | Не участвовал  | Не участвовал  | Не участвовал  |
| 2000/01                                                                                  | Орландо     | 82               | 0                | 14,8             | 44,5             | 7,7              | 63,9             | 3,0              | 1,0              | 0,4              | 0,2              | 5,0              | 3              | 0              | 4,7            | 75,0           | -              | 33,3           | 2,0            | 0,0            | 0,0            | 0,7            | 2,3            |
| 2001/02                                                                                  | Орландо     | 68               | 19               | 18,9             | 54,7             | 0,0              | 65,7             | 3,5              | 1,4              | 0,7              | 0,3              | 7,1              | 4              | 3              | 23,3           | 51,9           | 0,0            | 60,0           | 5,5            | 2,3            | 0,8            | 0,0            | 8,5            |
| 2002/03                                                                                  | Филадельфия | 21               | 2                | 13,1             | 42,5             | 0,0              | 75,0             | 2,1              | 1,2              | 0,6              | 0,2              | 4,4              | 10             | 0              | 9,6            | 34,8           | 0,0            | 75,0           | 1,5            | 0,0            | 0,2            | 0,0            | 1,9            |
|                                                                                          | Всего       | 456              | 109              | 16,7             | 48,1             | 11,1             | 66,5             | 2,8              | 1,2              | 0,5              | 0,3              | 6,3              | 30             | 3              | 8,8            | 46,6           | 0,0            | 57,7           | 1,9            | 0,3            | 0,2            | 0,1            | 2,8            |
| Наведите курсор мыши на аббревиатуры в заголовке таблицы, чтобы прочесть их расшифровку. |             |                  |                  |                  |                  |                  |                  |                  |                  |                  |                  |                  |                |                |                |                |                |                |                |                |                |                |                |

## Тренерская статистика
| Команда    | Сезон   | G   | W   | L   | W–L% | Итог                        | PG | PW | PL | Результат                          |
| ---------- | ------- | --- | --- | --- | ---- | --------------------------- | -- | -- | -- | ---------------------------------- |
| Нью-Орлеан | 2010/11 | 82  | 46  | 36  | .561 | 3 в Юго-восточном дивизионе | 6  | 2  | 4  | Поражение в 1-м раунде             |
| Нью-Орлеан | 2011/12 | 66  | 21  | 45  | .318 | 5 в Юго-восточном дивизионе | –  | –  | –  | Не попали                          |
| Нью-Орлеан | 2012/13 | 82  | 27  | 55  | .329 | 5 в Юго-восточном дивизионе | –  | –  | –  | Не попали                          |
| Нью-Орлеан | 2013/14 | 82  | 34  | 48  | .415 | 5 в Юго-восточном дивизионе | –  | –  | –  | Не попали                          |
| Нью-Орлеан | 2014/15 | 82  | 45  | 37  | .549 | 5 в Юго-восточном дивизионе | 4  | 0  | 4  | Поражение в 1-м раунде             |
| Финикс     | 2019/20 | 73  | 34  | 39  | .466 | 3 в Тихоокеанском дивизионе | –  | –  | –  | Не попали                          |
| Финикс     | 2020/21 | 72  | 51  | 21  | .708 | 1 в Тихоокеанском дивизионе | 22 | 14 | 8  | Поражение в финале НБА             |
| Финикс     | 2021/22 | 82  | 64  | 18  | .780 | 1 в Тихоокеанском дивизионе | 13 | 7  | 6  | Поражение в полуфинале конференции |
| Финикс     | 2022/23 | 82  | 45  | 37  | .549 | 2 в Тихоокеанском дивизионе | 11 | 6  | 5  | Поражение в полуфинале конференции |
| Всего      |         | 703 | 367 | 336 | .522 |                             | 56 | 29 | 27 |                                    |